# Elias Medwed
Elias Medwed (geboren am 12. Jänner 2002) ist ein österreichischer Skispringer.

## Werdegang
Elias Medwed stammt aus Birgitz und besuchte die Internatsschule für Schisportler Stams, die er 2021 mit der Matura abschloss. Er hat drei Brüder.
Medwed trat ab 2017 in ersten internationalen Wettbewerben unter dem Dach der Fédération Internationale de Ski, vorwiegend dem Skisprung-Alpencup sowie dem FIS Cup, in Erscheinung. Am 11. Jänner 2020 gab er auf der Paul-Außerleitner-Schanze in Bischofshofen sein Debüt im Skisprung-Continental-Cup der Saison 2019/20 mit einem 45. Platz. Am darauffolgenden Tag belegte er an gleicher Stelle die 43. Rang. Damit blieb er in seiner ersten Continental-Cup-Saison noch ohne Punkte.
In der Saison 2020/21 erreichte er am 16. Jänner 2021 in Innsbruck mit einem 16. sowie einem 18. Platz seine ersten beiden Punkteplatzierungen im Continental Cup. Bei den Nordischen Junioren-Skiweltmeisterschaften 2021 im finnischen Lahti erreichte er im Einzelwettkampf von der Normalschanze den siebten Platz. Im Teamwettbewerb, in dem ebenfalls von der Normalschanze gesprungen wurde, wurde er gemeinsam mit David Haagen, Daniel Tschofenig und Niklas Bachlinger Juniorenweltmeister.
Wenige Tage später trat er im rumänischen Râșnov erstmals zu einem Wettbewerb im Skisprung-Weltcup an, wobei er jedoch wegen eines nicht regelkonformen Sprunganzuges im ersten Durchgang disqualifiziert wurde. Es blieb sein einziger Einsatz im Skisprung-Weltcup 2020/21. Ende März sprang er beim Continental Cup im russischen Tschaikowski mit einem vierten sowie einem siebten Platz zweimal unter die zehn Bestplatzierten. Im Gesamt-Continental-Cup erreichte er mit 114 Punkten den 38. Rang.
Im Sommer 2021 debütierte Medwed im kasachischen Schtschutschinsk mit einem 22. sowie einem 23. Platz im Skisprung-Grand-Prix, womit er sogleich erste Wertungspunkte erzielte.
Im Dezember 2021 erreichte er sein erstes Continental Cup Podium in Ruka. Nach weiteren guten internationalen Ergebnissen debütierte Medwed schließlich 2023 beim Skifliegen am Kulm, Bad Mitterndorf. Gleich bei seinem ersten Flug setzte er seine neue Bestmarke auf 235 Meter.
Im September 2023 zog sich Medwed einen Kreuzbandeinriss und Seitenbandriss bei einem Sturz im Training zu. Nach nur wenig internationalen Wettkampf-Einsätzen in der Saison 2023/24 erlitt er zudem im Mai 2024 eine schwerwiegende Bandscheibenverletzung. 

## Statistik

### Grand-Prix-Platzierungen
| Saison | Platz | Punkte |
| ------ | ----- | ------ |
| 2021   | 064.  | 0017   |

### Continental-Cup-Platzierungen
| Saison  | Platz | Punkte |
| ------- | ----- | ------ |
| 2020/21 | 038.  | 114    |
| 2021/22 | 063.  | 122    |
| 2022/23 | 077.  | 043    |

### Alpencup-Platzierungen
| Saison  | Platz | Punkte |
| ------- | ----- | ------ |
| 2019/20 | 008.  | 0274   |
| 2020/21 | 007.  | 0259   |